# Шоле Зард
Шоле Зард (на персийски: شله زرد) е традиционен ирански десерт, който се приготвя с ориз и шафран. Известен е и като персийски оризов пудинг.
Историята на десерта датира от няколко стотици години, когато той традиционно се е сервирал на иранската нова година – Ноуруз, както и през месец Рамадан. Но днес иранците го приготвят през цялата година и това е един от любимите им десерти. Рецептата отнема малко повече време и търпение да се приготви, но усилията си заслужават.
Въпреки че приготвят десерта целогодишно, Шоле Зард задължително присъства на празничните трапези на хората в Иран.
Съставки: Десертът Шоле Зард се приготвя с ориз, шафран, захар, розова вода и кардамон. Обикновено се гарнира с канела, бадеми и шамфъстъци.